# Paracyprideis fennica
Paracyprideis fennica är en kräftdjursart som först beskrevs av Hirschmann 1909.  Paracyprideis fennica ingår i släktet Paracyprideis, och familjen Cytherideidae. Arten är reproducerande i Sverige.